# 楊克 (金朝)
杨克（？—？），又名知章，字焕然，乾州（今陕西乾县）人。
进士久不中，元好问曾推薦他，被任为河南路征收课税所长官兼廉访使。十年後以老病辭，人称紫阳先生。著《还山集》六十卷、《大典近鉴》、《正统书》等，皆失佚。明人輯有《还山遗稿》。